# 이승희 (기자)
이승희는 대한민국의 경제 전문 채널 SBS CNBC의 기자이다.